# 星際牛仔：天國之門
《星際牛仔：天國之門》（英語：COWBOY BEBOP Knokin' on Heaven's Door，歐美發行版本的片名則僅作《COWBOY BEBOP THE MOVIE》），為TV動畫《星際牛仔》的電影版本，2001年9月1日於日本上映。故事時間點則相當於TV版的Session#22～23之間。
另外本片的副標題「天國之門」（Knokin' on Heaven's Door），是引用自著名歌手巴布·狄倫為1973年由山姆·畢京柏執導的西部電影《比利小子》（Pat Garrett and Billy the Kid）原聲帶中，所提供的同名曲目（狄倫本人並有參與此片的演出）。
本片被收錄在曾主持Podcast節目「吉卜力圖書館」（Ghibliotheque）、撰寫《吉卜力電影完全指南》的廣播人兼作家麥可．里德（英語：Michael Leader）和製片兼作家傑克．康寧漢（英語：Michael Leader）著作的《日本經典動畫指南》（英語：The Ghibliotheque Anime Movie Guide: The Essential Guide to Japanese Animated Cinema），做為介紹日本動畫歷史80年期間30名位導演與30部經典動畫的案例。

## 劇情大綱
2071年，即將迎接萬聖節的火星都市「阿路巴城」（片中有出現該城中文路標，以其為準。）。在高速道路上一輛油罐車突然發生了爆炸，而在案發現場周邊的人們，卻也出現了原因不明的症狀相繼倒地，造成相關死傷者高達400人以上的慘案。警方認為這可能是使用不明生化武器的恐怖活動，火星政府也發出3億烏隆的高額賞金緝兇。而在追查另一件盜刷貨幣卡案件的駭客嫌犯李·山森的菲，卻意外拍到了案發當時，現場所出現的一名手掌上有刺青的男子。為了3億烏隆的賞金，於是BEBOP號上的四人＋一犬搭檔，開始找尋這名男子的下落......

## 登場人物
此處僅介紹電影版登場的新角色。
文森·渥拉裘（Vincent Volaju）配音：磯部勉
片中生化事件的首謀。黒色長髮蓄鬚，身材瘦高並身著黑衣。殺人時毫無感情，對於殺人行為亦無一絲躊躇與後悔。但與其說他個性冷酷，失去現實感的印象反倒是較為強烈，可說是缺乏情感起伏。史派克等人則是為了3億烏隆的賞金而開始追蹤他。手背上有刺青，不過是他從前隸屬於火星特種部隊時的隊徽圖案。2060年接受徵兵服役，2062年編入特種部隊。2068年於第二次泰坦戰爭中的官方說法是已經戰死。實際上他是奈米機械的人體實驗對象，因此在戰爭中生還。然而後遺症則是失去記憶，等於喪失了過去。
身高193cm，推測年齡28歲（在火星軍時為25歲）。造型設計的藍本為演員文森·蓋洛（Vincent Gallo）。
李·山森（Lee Samson）配音：上田祐司
19歲，別名「Mad Finger Kim」。身穿街頭裝扮，愛打電玩的黑人少年駭客，在網路上相當有名，還是500萬烏隆的懸賞犯。對於死亡的感覺非常淡薄，還對恐怖分子有強烈的憧憬。為了「能當恐怖分子」這種單純的理由，而協助文森進行生化犯罪計畫。出生時就成為孤兒，當藥頭的父親被其母親所殺，母親因此入獄服刑，他則被送進孤兒院。但母親出獄後母子兩人仍然未曾謀面。在童年時期就沾上各種犯罪，10歳左右開始注意到自己的駭客才能。但後來遭到文森以散放奈米機械病毒方式所殺。
在渡邊導演自己所寫的小說版當中，對他的背景有相當詳盡的描述。
角色人名的藍本，出自曾經在日本中日龍隊發展的韓國職棒選手李尚勳。
伊蕾翠·奧維洛瓦（Elektra Ovirowa）配音：小林愛
基於與史派克等人不同目的，也在追查文森下落的神秘女子。擁有武術底子，本領與史派克不相上下，似乎是受過徹底的戰鬥訓練。在火星的摩洛哥街與史派克首度相遇，後來與變裝潛入的史派克二度碰頭後出現對戰。手背上也有與文森同樣的刺青，亦為曾隸屬火星軍特種部隊的人物，最終階級為中尉。表面上雖然是以通緝犯的角度試圖緝捕文森，但更像是為了某種特殊的情感而積極找尋他。
拉席德（Rasheed）配音：Mickey Curtis
史派克在摩洛哥街相遇的人物，似乎掌握了關於生化恐怖活動所使用的化學武器，與幕後犯人文森的相關秘密。
造型藍本據人物設定川元利浩表示，是來自工作人員前往摩洛哥勘景時「擔任嚮導的大叔」。擔任配音的Mickey Curtis，則是日英混血的資深搖滾歌手與演員。
藍吉配音：石橋蓮司
原為保全公司職員的便利商店強盜集團首腦，於片中開頭登場。雖然是配角，卻是個性相當突出的人物，劇中對女店員的長串說教場景也令人印象深刻。造型設定的藍本，則出自為此角色配音的資深演員石橋蓮司。

## 工作人員
- 原作：矢立肇
- 導演‧分鏡：渡邊信一郎
- 編劇：信本敬子
- 動作場景分鏡：中村豐、後藤雅巳、出淵裕
- 西部片場景分鏡：岡村天齋
- 分鏡協力：小森高博、川元利浩、入江泰浩
- 場景設定：竹内志保
- 螢幕顯示設計：佐山善則
- 演出：武井良幸
- 演出助手：鳥羽聰、佐藤育郎、福本潔、森邦宏
- 人物設定、作畫監督：川元利浩
- 作畫監督補佐：逢坂浩司、富岡隆司、伊藤嘉之、吉田健一、齋藤恒德、伊藤岳史
- 武打場景作監：中村豐
- 機械設定：山根公利
- 機械作監：後藤雅巳
- 美術監督：森川篤
- 片頭分鏡‧導演：沖浦啟之
- 片頭原畫：沖浦啟之、西尾鐵也
- 音樂：菅野洋子
- 製作：BONES、SUNRISE、BANDAI VISUAL

## 外部連結
- 互联网电影数据库（IMDb）上《星際獵人 AD2071》的资料（英文）

## 海外播出
本片在台灣曾於ANIMAX頻道播出日語版，並於HBO、CINEMAX頻道播映英語配音版。授權版DVD則由得利影視以美版規格內容發行。
1. ↑  Michael Leader, Jake Cunningham. . 博客來. 2023-08-02  [2023-08-10]. （原始内容存档于2023-08-11） （中文（臺灣））.